# Osvaldo Ruggiero
Osvaldo Ruggiero (Buenos Aires, Argentina, 22 de septiembre de 1922 – ibídem, 31 de mayo de 1994) cuyo nombre completo era Osvaldo Lino Ruggiero, fue un bandoneonista y compositor dedicado al género del tango. Después de integrar durante muchos años la orquesta de Osvaldo Pugliese fue uno de los fundadores del Sexteto Tango, al que todavía integraba al tiempo de fallecer.

## Actividad profesional

### Primeros años
Su padre era un inmigrante proveniente de la provincia de Caserta, del sur de Italia, que llegó a fines del siglo XIX, se radicó en el barrio de Villa Pueyrredón de la ciudad de Buenos Aires y se dedicó a fabricar mosaicos. Le gustaba mucho la música, escuchaba piezas italianas como romanzas y canzonetas y, a pesar de que el interés principal de Osvaldo era jugar al fútbol, le fue transmitiendo el amor por la música. El padre le regaló su primer instrumento, un bandoneón, con el que le enseñó música. Ruggiero contó que hasta que a los 17 años solo se manejó con lo que aprendía con su padre y lo que estudiaba por su cuenta, fue entonces que ingresó en la orquesta de Osvaldo Pugliese, en la que había que ser muy temperamental porque la orquesta exigía garra, fuerza, y a partir de allí recibió del director una formación que lo influyó para siempre.

### En la orquesta de Pugliese
Ruggiero trabajó inicialmente con la Orquesta de señoritas y en conjuntos que se formaban transitoriamente.  Cuando estaba con uno de ellos presentándose en Radio Sarmiento, un músico lo recomendó a Pugliese que estaba formando su propia orquesta. Fue así que se incorporó al conjunto y tocaron en el Café Germinal para luego debutar en el café El Nacional el 11 de agosto de 1939, con la dirección de Pugliese desde el piano y Enrique Alessio, Osvaldo Ruggiero y Alberto Armengol en bandoneones, Enrique Camerano, Julio Carrasco y Jaime Tursky en violines, Aniceto Rossi en contrabajo y, como cantor, Amadeo Mandarino, orquesta que, aunque con los lógicos recambios, lo acompañó durante 55 años. 
Estos músicos, bajo la dirección de Pugliese, fueron los artífices del estilo yumba o estilo Pugliese, una forma determinada de marcación rítmica en la que cada músico hizo su aporte desde el instrumento que tocaba y desde su propia inventiva, forjando una definitiva identidad al estilo de la orquesta. Había staccatos y rubatos, creados en el momento mismo de la ejecución,  contrapuntos entre las cuerdas y los bandoneones o entre el piano conductor y los violines o fueyes, todo ello al servicio de la esencia pura del tango elaborado, pensado, orquestado en equipo con multiplicidad de ideas pero tras el único objetivo de la estética musical. La orquesta de Pugliese era conocida como "la de los dos Osvaldos", con referencia a la sincronía musical de los dos músicos durante la década de oro del tango de 1940.
Sobre esa orquesta recordaba Ruggiero en un reportaje:

”La de Pugliese siempre fue una orquesta de avanzada y, dentro de ella, uno iba formando su personalidad. Tenía que hacerlo porque Osvaldo era muy exigente. Me decía: “Tenés que estudiar, ¡estudiá!”. Y yo lo tomé muy en serio porque quería sobresalir. Osvaldo insistía: “Tenés que llegar a interesar como interesa Troilo”. Me hablaba de Troilo porque era la gran figura del bandoneón. ¡Miren en el brete que me metió el hombre!... «Pugliese siempre le dio una importancia especial a los bandoneones dentro de la formación de la orquesta, porque va ligado a la faz rítmica. El bandoneón, junto al bajo y al piano, marcan la percusión dentro del conjunto. «Osvaldo fue el mejor continuador de Julio De Caro, pero se desprendió de él a partir de “La yumba” y “Negracha”. Con esos tangos nace el auténtico Pugliese, manteniendo la fidelidad a la preponderancia rítmica que viene desde los comienzos del tango.”

### En el Sexteto Tango
Cuando en 1965 el maestro Osvaldo Pugliese regresó de una extensa gira que había realizado con su orquesta por Japón planteó la idea de formar un sexteto al modo decariano, pues le parecía que había que reducir la formación como forma de enfrentar la crisis que sufría el tango en esos años, pero no llegó a concretar ese cambio.
En 1966 la orquesta debió suspender su actividad por una enfermedad de Pugliese y allí seis de sus integrantes, Osvaldo Ruggiero (bandoneonista),
Victor Lavallén (bandoneonista), Emilio Balcarce (violinista), Oscar Herrero (violinista), Julián Plaza (pianista), Alcides Rossi (contrabajista) y el cantor Jorge Maciel crearon, en octubre de 1968, el Sexteto Tango. Comenzaron sus presentaciones debutando en Caño 14, uno de los templos mayores del tango de ese momento y cuando poco tiempo después Pugliese vuelve a la actividad sus integrantes tocan en las dos formaciones, para después separarse definitivamente en los mejores términos. Pocos meses después  grabaron su primer long play titulado Presentación del Sexteto Tango, para el sello RCA Víctor incluyendo temas como Quejas de bandoneón, Amurado, La bordona y Danzarín.
Su presentación en el popularísimo programa Sábados Circulares, dirigido por Pipo Mancera en Canal 13 les dio difusión masiva. Después vinieron las giras por el extranjero, que incluyen presentaciones en el Hotel Victoria Plaza y en el Teatro Solís, de Montevideo, así como en Estados Unidos, América Latina y Europa.
En París, por ejemplo, actuaron durante dos meses en la mítica Trottoirs de Buenos Aires. En 1974 tocaron en el Teatro Colón de Buenos Aires sumando a sus músicos las voces de Roberto Goyeneche y Edmundo Rivero. Esa noche también participaban del espectáculo Aníbal Troilo, Horacio Salgán y Florindo Sassone. 
El Sexteto Tango grabó once long play, todos en el sello RCA Victor, salvo uno producido en Japón con para la discográfica CBS Records. Uno de ellos, de 1983, contiene doce temas interpretados por Goyeneche entre los que se destacan el tango Estrella de Marcelino Hernández y Roberto Cassinelli, y el valsecito Esquinas porteñas, de Sebastián Piana y Homero Manzi.
El Sexteto Tango es uno de los conjuntos dedicados al tango más representativo del género a partir de los años setenta, organizada como los sextetos tradicionales pero con una concepción vanguardista y a la vez respetuosa de la esencia del género. Sus componentes eran músicos de talento y prestigio pero el grupo era más que una suma de individualidades. Su estilo continuaba la estructura esencial del estilo de Pugliese pero no era una mera copia o imitación del mismo: lograron un sonido propio, que sirvió como punto de partida de otras muchas formaciones que lo siguieron y en algunos casos, lo imitaron.
Fueron alabados por la crítica de su momento que le reconoció el mérito de tratar de forjar una difícil síntesis entre vanguardia y tradición, eludir tanto la tentación de imitar al autor de La yumba como la de embarcarse en algunas experimentaciones vanguardistas. Lograron un estilo propio, un logro en el que tuvieron mucho que ver músicos excepcionales como Emilio Balcarce y Julián Plaza.
Osvaldo Ruggiero se sintió indispuesto mientras dirigía los ensayos del Sexteto Tango y falleció en Buenos Aires el 31 de mayo de 1994. Sus restos fueron depositados en el Cementerio de la Chacarita

## Compositor
Entre sus composiciones se cuentan A mis compañeros, Catuzo, N.N., Yunta de oro, Rezongo triste, su preferido porque lo escribió pensando en su padre, Yunta de oro, que compuso cuando nacieron sus dos hijas.  Lo bailaron en un espectáculo en Los Ángeles, Osvaldo Zotto y Lorena Ermocida y la milonga Bordoneo y 900